# Čelikovo Polje
Čelikovo Polje je naseljeno mjesto u općini Foča, Republika Srpska, BiH. Nalazi se na desnoj obali rijeke Drine,. Četiri kilometra jugozapadno je Nacionalni park Sutjeska, deset kilometara jugozapasno je Tjentište i Savin grob, a malo južnije je rezervat Perućica. Nekoliko kilometara jugoistočno je granica s Crnom Gorom do koje se dolazi cestom M18. U Crnu Goru ulazi se mostom preko Tare kod sutoke s Pivom u Šćepan Polju.
Godine 1962. pripojeno mu je naselje Dučeli (Sl.list NRBiH, br.47/62).

## Stanovništvo
| Narod     | Popis 1961. | Popis 1971. | Popis 1981. | Popis 1991. |
| --------- | ----------- | ----------- | ----------- | ----------- |
| Hrvati    |             |             |             |             |
| Muslimani | 81          | 128         | 36          |             |
| Srbi      | 4           | 7           | 7           |             |
| ostali    | 8           |             |             |             |
| Ukupno    | 93          | 135         | 43          | 11          |